# Étienne Capoue
Étienne Capoue (Niort, Francia, 11 de julio de 1988) es un exfutbolista y baloncestista francés. Jugaba de centrocampista y su último equipo fue el Villarreal CF de la Primera división española 

## Trayectoria

### Futbolista
Comenzó su carrera jugando para un club de su ciudad natal, el Chamois Niortais. Pasó dos años en otro club local en el departamento de Deux-Sèvres, el FC Chauray, al mismo tiempo en que se dedicó a practicar baloncesto. Posteriormente fue reclutado por el Angers S. C. O. en 2004. En Angers, sus actuaciones con los equipos juveniles llamaron la atención de varios clubes de la Ligue 1, en particular, Lille O. S. C. y Girondins de Burdeos, sin embargo finalmente se unió al Toulouse F. C. en 2005.
En 2013 se marchó a Inglaterra para jugar en el Tottenham Hotspur F. C. Allí estuvo dos años antes de marcharse al Watford F. C., siendo en su momento el fichaje más caro en la historia del club.
El 30 de diciembre de 2020 se hizo oficial su incorporación al Villarreal C. F. para lo que quedaba de temporada y dos más.

### Baloncestista
En 2024, una vez desvinculado del Villarreal, comenzó a jugar al baloncesto en el equipo Giticsa Jovens L'Eliana de la tercera categoría de la Federación Española de Baloncesto

## Selección nacional
Capoue jugó con los seleccionados juveniles de fútbol de Francia entre 2008 y 2010. 
Fue convocado por la selección de Guadalupe para disputar la Copa de Oro de la Concacaf 2009, pero escogió rechazar el llamado (técnicamente su participación no habría impedido futuras selecciones de Francia, ya que Guadalupe no era en ese momento un miembro de la FIFA).
Hizo su debut con Francia en un duelo ante Uruguay en agosto de 2012.

## Estadísticas

### Clubes
Actualizado al último partido disputado el 1 de abril de 2024.
| Club                               | Div.          | Temporada     | Liga  | Liga  | Copas nacionales | Copas nacionales | Copas internacionales | Copas internacionales | Total | Total |
| Club                               | Div.          | Temporada     | Part. | Goles | Part.            | Goles            | Part.                 | Goles                 | Part. | Goles |
| ---------------------------------- | ------------- | ------------- | ----- | ----- | ---------------- | ---------------- | --------------------- | --------------------- | ----- | ----- |
| Toulouse F. C. Francia             | 1.ª           | 2007-08       | 5     | 0     | 0                | 0                | 1                     | 0                     | 6     | 0     |
| Toulouse F. C. Francia             | 1.ª           | 2008-09       | 32    | 1     | 4                | 0                | —                     | —                     | 36    | 1     |
| Toulouse F. C. Francia             | 1.ª           | 2009-10       | 33    | 0     | 3                | 0                | 7                     | 0                     | 43    | 0     |
| Toulouse F. C. Francia             | 1.ª           | 2010-11       | 37    | 2     | 2                | 0                | —                     | —                     | 39    | 2     |
| Toulouse F. C. Francia             | 1.ª           | 2011-12       | 33    | 3     | 1                | 0                | 0                     | 0                     | 34    | 3     |
| Toulouse F. C. Francia             | 1.ª           | 2012-13       | 34    | 7     | 4                | 0                | —                     | —                     | 38    | 7     |
| Toulouse F. C. Francia             | Total club    | Total club    | 174   | 13    | 14               | 0                | 8                     | 0                     | 196   | 13    |
| Tottenham Hotspur F. C. Inglaterra | 1.ª           | 2013-14       | 12    | 1     | 1                | 0                | 5                     | 0                     | 18    | 1     |
| Tottenham Hotspur F. C. Inglaterra | 1.ª           | 2014-15       | 12    | 0     | 3                | 1                | 3                     | 0                     | 18    | 1     |
| Tottenham Hotspur F. C. Inglaterra | Total club    | Total club    | 24    | 1     | 4                | 1                | 8                     | 0                     | 36    | 2     |
| Watford F. C. Inglaterra           | 1.ª           | 2015-16       | 33    | 0     | 3                | 0                | —                     | —                     | 36    | 0     |
| Watford F. C. Inglaterra           | 1.ª           | 2016-17       | 37    | 7     | 2                | 0                | —                     | —                     | 39    | 7     |
| Watford F. C. Inglaterra           | 1.ª           | 2017-18       | 23    | 1     | 3                | 2                | —                     | —                     | 26    | 3     |
| Watford F. C. Inglaterra           | 1.ª           | 2018-19       | 33    | 1     | 6                | 3                | —                     | —                     | 39    | 4     |
| Watford F. C. Inglaterra           | 1.ª           | 2019-20       | 30    | 0     | 0                | 0                | —                     | —                     | 30    | 0     |
| Watford F. C. Inglaterra           | 2.ª           | 2020-21       | 11    | 0     | 0                | 0                | —                     | —                     | 11    | 0     |
| Watford F. C. Inglaterra           | Total club    | Total club    | 167   | 9     | 14               | 5                | 0                     | 0                     | 181   | 14    |
| Villarreal C. F. · España          | 1.ª           | 2020-21       | 16    | 1     | 3                | 0                | 8                     | 0                     | 27    | 1     |
| Villarreal C. F. · España          | 1.ª           | 2021-22       | 30    | 1     | 1                | 0                | 12                    | 2                     | 43    | 3     |
| Villarreal C. F. · España          | 1.ª           | 2022-23       | 28    | 3     | 4                | 3                | 5                     | 0                     | 37    | 6     |
| Villarreal C. F. · España          | 1.ª           | 2023-24       | 28    | 1     | 1                | 0                | 7                     | 1                     | 36    | 2     |
| Villarreal C. F. · España          | Total club    | Total club    | 102   | 6     | 9                | 3                | 32                    | 3                     | 143   | 12    |
| Total carrera                      | Total carrera | Total carrera | 467   | 29    | 41               | 9                | 49                    | 3                     | 557   | 41    |

## Palmarés

### Campeonatos internacionales
| Título                 | Club             | Sede   | Año  |
| ---------------------- | ---------------- | ------ | ---- |
| Liga Europa de la UEFA | Villarreal C. F. | Gdansk | 2021 |

### Distinciones individuales
| Distinción                    | Club            | Año  |
| ----------------------------- | --------------- | ---- |
| MVP Final de la Europa League | Villarreal C.F. | 2021 |

## Vida personal
Forma parte de una familia de futbolistas, la cual incluye a su hermano Aurélien Capoue entre otros.